# هنری چارر
هنری چار فیلمساز ایرانی/آمریکایی آشوری است. چارر فیلمسازی را با ساخت فیلم‌های آموزشی و مستند آغاز کرد و سپس با روی آوردن به سبک‌هایی از جمله تریلر، درام، ماجراجویی اکشن، فیلم‌های خانوادگی و کمدی به جریان اصلی سینما وارد شد.
در اوایل دهه ۱۹۹۰ چار یک سه‌گانه فیلم‌های اکشن با نام‌های زیر قفل و کلید، قلب‌های در قفس و خواهران هم‌بندی، ساخت. در میانه دهه ۱۹۹۰ چار به فیلم‌های خانوادگی روی آورد. عموی من: بیگانه در جشنواره بین‌المللی فیلم‌های فانتزی، هیجان انگیز و علمی تخیلی بروکسل به عنوان فیلم منتخب دست یافت. وی سپس قهرمانان کوچک را ساخت که فیلمی کودکانه بود و در شبکه Animal Planet به عنوان فیلم ماه پخش شد. در سال ۲۰۰۲ چار فیلم اکشن ماجراجویی آتش سخت را را تهیه و کارگردانی کرد.

## کارگردانی و فیلمبرداریی
- لطفاً بچه‌ها را نخور (1983)[۲]
- برخورد کشنده(1990)[۳]
- ورود غیرقانونی: فرمولی برای ترس (1993)[۴]
- زیر قفل و کلید (1995)[۵]
- خواهران هم‌بند(1995)[۶]
- قلب‌های در قفس (1995)[۷]
- آتش مهیب (1995)[۸]
- عمو من بیگانه (1996)[۹]
- هالیوود سفری (1997)[۱۰]
- قهرمانان کوچک (1999)[۱۱]
- قهرمانان کوچک دو (2000)[۱۲]
- قهرمانان کوچک سه (2002)[۱۳]
- آبه و برونو (۲۰۰۶) (تلویزیونی)[۱۴]
- قلب ترس(2006)[۱۵]
- مرز ممنوع (2009)[۱۶]
- حرکت‌هایت را دوست دارم (2012)[۱۷]